# 关东都督府旧址
关东都督府旧址，位于辽宁省大连市旅顺口区，已列为辽宁省文物保护单位。

## 保护
2014年10月，关东都督府旧址公布为第九批辽宁省文物保护单位，编号9-175。